# Algèbre de Poisson
Une algèbre de Poisson est une algèbre associative sur laquelle est défini un crochet de Lie qui satisfait la règle de Leibniz. L'exemple le plus important en est donné par l'algèbre des fonctions lisses sur une variété de Poisson ou, plus particulièrement, sur une variété symplectique. Ces algèbres ont été nommées algèbres de Poisson en l'honneur de Siméon Denis Poisson.

## Définition
Une algèbre de Poisson est une algèbre  munie d'une application bilinéaire {\displaystyle (f,g)\mapsto {\{f,g}\}} de {\displaystyle A\times A} dans {\displaystyle A} vérifiant les relations, {\displaystyle \forall f,g,h\in A} :
- {\displaystyle \{f,g\}=-\{g,f\}} (antisymétrie)

- {\displaystyle \{f,\{g,h\}\}+\{g,\{h,f\}\}+\{h,\{f,g\}\}=0}) (identité de Jacobi)

- {\displaystyle \{fg,h\}=f\{g,h\}+\{f,h\}g} (règle de Leibniz)

## Sous-structures et morphismes
- Une sous-algèbre de Poisson de {\displaystyle A} est une sous-algèbre de l'algèbre associative {\displaystyle A} qui est stable pour le crochet de Poisson.

- Un idéal de Poisson {\displaystyle I} est un idéal pour le produit associatif, tel que :

{\displaystyle \forall f\in A,}{\displaystyle \forall i\in I,} {\displaystyle {\{i,f)}\}\in I}
- Un morphisme d'algèbres de Poisson est un morphisme d'algèbres associatives {\displaystyle \phi } qui respecte le crochet de Poisson, c'est-à-dire tel que :

{\displaystyle \forall f,g\in A,\ \phi (\{f,g\})={\{\phi (f),\phi (g)}\}}

## Remarques
- Une algèbre de Poisson n'est pas nécessairement commutative.
- Toute algèbre {\displaystyle A} peut être trivialement munie d'une structure de Poisson en posant {\displaystyle \{f,g\}=0}, {\displaystyle \forall f,g\in A}

## Propriétés
- Si {\displaystyle A} est unitaire, {\displaystyle \forall f\in A,} {\displaystyle {\{f,1}\}=0}
- Le noyau d'un morphisme d'algèbres de Poisson est un idéal.
- Un endomorphisme de {\displaystyle A} est dit canonique s'il est simultanément une dérivation pour le produit d'algèbre associative de {\displaystyle A} et pour son crochet de Poisson. Pour toute {\displaystyle f\in {\mathcal {C}}^{\infty }(M;\mathbb {R} )}, l'endomorphisme {\displaystyle X_{f}} défini par {\displaystyle X_{f}(g)={\{f,g}\}} est un endomorphisme canonique. Un endomorphisme de la forme {\displaystyle X_{f}} est appelé canonique. On note {\displaystyle H(A)} l'ensemble de endomorphismes hamiltoniens, {\displaystyle Can(A)} celui des endomorphismes canoniques et {\displaystyle Der(A)} celui des dérivations. On a alors : {\displaystyle H(A)\subseteq Can(A)\subseteq Der(A)}.
- La catégorie opposée de celle des algèbres de Poisson réelles (commutatives) peut être identifiée avec la catégorie des systèmes mécaniques classiques.

## Exemples

### Variétés symplectiques
L'exemple premier exemple d'algèbre de Poisson est l'algèbre {\displaystyle {\mathcal {C}}^{\infty }(M;\mathbb {R} )} des fonctions lisses à valeurs réelles sur une variété symplectique {\displaystyle (M,\omega )}. La non dégénérescence de la 2-forme {\displaystyle \omega } permet d'identifier le fibré tangent et le fibré cotangent de la variété et ainsi d'associer à {\displaystyle f\in {\mathcal {C}}^{\infty }(M;\mathbb {R} )} le champ de vecteurs hamiltonien par la formule :{\displaystyle \omega (X_{f},\cdot )=-\mathrm {d} f}. Il est alors aisé de vérifier que {\displaystyle \{f,g\}={-\omega }(X_{f},X_{g})} définit un crochet de Poisson sur {\displaystyle {\mathcal {C}}^{\infty }(M;\mathbb {R} )}.

### Algèbres associatives
Toute algèbre associative {\displaystyle A} est canoniquement une algèbre de Lie pour le crochet {\displaystyle [a,b]=ab-ba}, {\displaystyle \forall a,b\in A}. C'est un exercice facile de vérifier que ce crochet satisfait la règle de Leibniz et l'identité de Jacobi et munit donc {\displaystyle A} d'une structure de Poisson. Dans le cas où {\displaystyle A} est commutative,la structure de Lie (et donc de Poisson) est triviale.

### Algèbres de Lie
L'algèbre tensorielle d'un module {\displaystyle V} sur un anneau commutatif {\displaystyle R} est associative. Dans le cas ou le module est une algèbre de Lie {\displaystyle A}, on vérifie que le crochet de lie se relève à l'algèbre tensorielle {\displaystyle T(A)} et satisfait la règle de Leibniz et l'identité de Jacobi. On obtient ainsi naturellement une structure de Poisson sur l'algèbre tensorielle de {\displaystyle A}.